# Deutsche Leichtathletik-Meisterschaften 1980/Resultate
Der Hauptteil der Wettbewerbe bei den 80. Deutschen Leichtathletik-Meisterschaften wurde vom 15. bis 17. August 1980 in Hannover im Niedersachsenstadion ausgetragen und fand somit nach den Olympischen Spielen in Moskau statt, an denen die Athleten aus der Bundesrepublik Deutschland wegen des Olympiaboykotts nicht teilnehmen durften.
In der hier vorliegenden Auflistung werden die in den verschiedenen Wettbewerben jeweils ersten acht platzierten Leichtathletinnen und Leichtathleten aufgeführt. Eine Übersicht mit den Medaillengewinnerinnen und -gewinnern sowie einigen Anmerkungen zu den Meisterschaften findet sich unter dem Link Deutsche Leichtathletik-Meisterschaften 1980.
Wie immer gab es zahlreiche Disziplinen, die zu anderen Terminen an anderen Orten stattfanden – in den folgenden Übersichten jeweils konkret benannt.

## Meisterschaftsresultate, Männer

### 100 m
| Platz | Athlet, Verein                             | Zeit (s) |
| ----- | ------------------------------------------ | -------- |
| 1     | Christian Haas (LAC Quelle Fürth)          | 10,25    |
| 2     | Werner Zaske (SV Saar 05 Saarbrücken)      | 10,55    |
| 3     | Bernd Sattler (SV Salamander Kornwestheim) | 10,62    |
| 4     | Christian Zirkelbach (TG Würzburg)         | 10,63    |
| 5     | Rainer Heckmann (LG Bamberg)               | 10,66    |
| 6     | Udo Thiel (TV Wattenscheid 01)             | 10,68    |
| 7     | Daniel Schlotterbeck (ASV Köln)            | 10,73    |
| 8     | Bruno Werner (SV Salamander Kornwestheim)  | 10,91    |

Datum: 16. August
Wind: −0,01 m/s

### 200 m
| Platz | Athlet, Verein                               | Zeit (s) |
| ----- | -------------------------------------------- | -------- |
| 1     | Christian Haas (LAC Quelle Fürth)            | 20,80    |
| 2     | Franz-Peter Hofmeister (LG Bayer Leverkusen) | 21,11    |
| 3     | Erwin Skamrahl (Post-SV Hannover)            | 21,13    |
| 4     | Karlheinz Weisenseel (LAC Quelle Fürth)      | 21,13    |
| 5     | Bernd Sattler (SV Salamander Kornwestheim)   | 21,30    |
| 6     | Udo Thiel (TV Wattenscheid 01)               | 21,32    |
| 7     | Peter Schwelm (LAV Bayer Uerdingen/Dormagen) | 21,46    |
| 8     | Herbert Mutschler (LG Schönbuch)             | 21,52    |

Datum: 17. August
Wind: −1,03 m/s

### 400 m
| Platz | Athlet, Verein                               | Zeit (s) |
| ----- | -------------------------------------------- | -------- |
| 1     | Erwin Skamrahl (Post-SV Hannover)            | 45,80    |
| 2     | Hartmut Weber (OSC Thier Dortmund)           | 46,25    |
| 3     | Franz-Peter Hofmeister (LG Bayer Leverkusen) | 46,34    |
| 4     | Martin Weppler (VfB Stuttgart)               | 46,36    |
| 5     | Lothar Krieg (Eintracht Frankfurt)           | 46,47    |
| 6     | Michael Düsing (ASV Köln)                    | 47,02    |
| 7     | Uwe Wegner (LG Wilhelmshaven)                | 47,07    |
| 8     | Uwe Schmitt (TV Langen)                      | 47,62    |

Datum: 16. August

### 800 m
| Platz | Athlet, Verein                       | Zeit (min) |
| ----- | ------------------------------------ | ---------- |
| 1     | Willi Wülbeck (TV Wattenscheid)      | 1:48,41    |
| 2     | Hans-Peter Ferner (MTV Ingolstadt)   | 1:48,80    |
| 3     | Thomas Wilking (OSC Thier Dortmund)  | 1:49,12    |
| 4     | Dieter Riebe (LG Bayer Leverkusen)   | 1:49,39    |
| 5     | Günter Henning (Rot-Weiß Koblenz)    | 1:49,73    |
| 6     | Wolfgang Leins (VfB Stuttgart)       | 1:50,26    |
| 7     | Rüdiger Möhler (LG Bayer Leverkusen) | 1:51,17    |
| 8     | Frerk Petersen (Kieler TB)           | 1:51,38    |

Datum: 17. August

### 1500 m
| Platz | Athlet, Verein                           | Zeit (min) |
| ----- | ---------------------------------------- | ---------- |
| 1     | Dr. Thomas Wessinghage (USC Mainz)       | 3:39,66    |
| 2     | Harald Hudak (LG Bayer Leverkusen)       | 3:39,84    |
| 3     | Uwe Becker (VfL Wolfsburg)               | 3:40,42    |
| 4     | Reinhard Aechtle (ASC Darmstadt)         | 3:41,23    |
| 5     | Henning von Papen (ASV Köln)             | 3:41,58    |
| 6     | Andreas Baranski (LAV Rala Ludwigshafen) | 3:41,81    |
| 7     | Klaus-Peter Nabein (LAC Quelle Fürth)    | 3:43,16    |
| 8     | Hans Allmandinger (VfB Stuttgart)        | 3:43,66    |

Datum: 16. August

### 5000 m
| Platz | Athlet, Verein                               | Zeit (min) |
| ----- | -------------------------------------------- | ---------- |
| 1     | Karl Fleschen (LG Bayer Leverkusen)          | 13:45,20   |
| 2     | Christoph Herle (LAC Quelle Fürth)           | 13:46,89   |
| 3     | Klaus-Peter Hildenbrand (USC Mainz)          | 13:47,20   |
| 4     | Günther Kohl (SC Vöhringen)                  | 13:49,55   |
| 5     | Wolf-Dieter Poschmann (TV Wattenscheid 01)   | 13:51,80   |
| 6     | Hans-Jürgen Orthmann (VfL Wehbach)           | 13:53,24   |
| 7     | Günter Mielke (LG Neckar-Odenwald)           | 13:54,04   |
| 8     | Valdur Koha (LG Jägermeister Bonn-Troisdorf) | 13:56,20   |

Datum: 17. August

### 10.000 m
| Platz | Athlet, Verein                                   | Zeit (min) |
| ----- | ------------------------------------------------ | ---------- |
| 1     | Karl Fleschen (LG Bayer Leverkusen)              | 28:19,9    |
| 2     | Klaus-Peter Hildenbrand (USC Mainz)              | 28:20,8    |
| 3     | Hans-Jürgen Orthmann (VfL Wehbach)               | 28:23,7    |
| 4     | Werner Grommisch (LAZ bellanett Rhede)           | 28:42,0    |
| 5     | Michael Karst (USC Mainz)                        | 28:52,7    |
| 6     | Jochen Schirmer (LG Jägermeister Bonn-Troisdorf) | 28:56,1    |
| 7     | Günter Zahn (LAC Quelle Fürth)                   | 29:00,6    |
| 8     | Valdur Koha (LG Jägermeister Bonn-Troisdorf)     | 29:11,1    |

Datum: 23. Mai
fand in Göttingen statt

### 25-km-Straßenlauf
| Platz | Athlet, Verein                                        | Zeit (h) |
| ----- | ----------------------------------------------------- | -------- |
| 1     | Hans-Jürgen Orthmann (VfL Wehbach)                    | 1:19:23  |
| 2     | Reinhard Leibold (LAC Quelle Fürth)                   | 1:19:24  |
| 3     | Jochen Schirmer (LG Jägermeister Bonn-Troisdorf)      | 1:19:24  |
| 4     | Edmundo Warnke (LAC Quelle Fürth)                     | 1:19:29  |
| 5     | Ingo Sensburg (LG Süd Berlin)                         | 1:20:41  |
| 6     | Ralf Salzmann (LG Frankfurt)                          | 1:21:00  |
| 7     | Jürgen Dächert (LG Frankfurt)                         | 1:21:20  |
| 8     | Rüdiger Grube (LG Gut-Heil Neumünster/TSV Kronshagen) | 1:21:27  |

Datum: 19. April
fand in Berlin statt

### 25-km-Straßenlauf, Mannschaftswertung
| Platz | Verein, Besetzung                                                                             | Zeit (h) |
| ----- | --------------------------------------------------------------------------------------------- | -------- |
| 1     | LAC Quelle Fürth (Reinhard Leibold, Edmundo Warnke, Hans-Otto Schirmer)                       | 4:03:07  |
| 2     | LG Gut-Heil Neumünster/TSV Kronshagen (Rüdiger Grube, Bernd-Joachim Deters, Roland Szymaniak) | 4:07:41  |
| 3     | LLC Marathon Regensburg (Anton Gorbunow, Ludwig-Mario Niedermeier, Alfredo Blasel)            | 4:12:52  |
| 4     | LG Jägermeister Bonn-Troisdorf (Jochen Schirmer, Jensen, Klaus Maulbecker)                    | 4:15:14  |
| 5     | TV Herxheim (Erich Renner, Hans-Jürgen Eichberger, Johannes Eisinger)                         | 4:15:51  |
| 6     | TV Wattenscheid 01 (Peter Spahn, Martin Lüchtefeld, Blödow)                                   | 4:17:20  |
| 7     | LG Bamberg (Einwich, Freitag, Endres)                                                         | 4:17:55  |
| 8     | TV 05 Wetter (Mathias Krause, Henning, Beuermann)                                             | 4:19:15  |

Datum: 19. April
fand in Berlin statt

### Marathon
| Platz | Athlet, Verein                                        | Zeit (h) |
| ----- | ----------------------------------------------------- | -------- |
| 1     | Ralf Salzmann (LG Frankfurt)                          | 2:16:22  |
| 2     | Michael Spöttel (LG Kreis Verden)                     | 2:17:18  |
| 3     | Edmundo Warnke (LAC Quelle Fürth)                     | 2:17:50  |
| 4     | Peter Fliegen (LAV Bayer Uerdingen/Dormagen)          | 2:19:45  |
| 5     | Udo Engelbrecht (PSV Grün-Weiß Kassel)                | 2:19:53  |
| 6     | Norbert Bollweg (LG Lage-Detmold)                     | 2:19:55  |
| 7     | Ludwig-Mario Niedermeier (LLC Marathon Regensburg)    | 2:20:17  |
| 8     | Rüdiger Grube (LG Gut-Heil Neumünster/TSV Kronshagen) | 2:20:40  |

Datum: 15. Mai
fand in Waldkraiburg statt

### Marathon, Mannschaftswertung
| Platz | Verein, Besetzung                                                                             | Zeit (h) |
| ----- | --------------------------------------------------------------------------------------------- | -------- |
| 1     | LAC Quelle Fürth (Edmundo Warnke, Hans-Otto Schirmer, Reinhard Leibold)                       | 7:00:00  |
| 2     | LG Gut-Heil Neumünster/TSV Kronshagen (Rüdiger Grube, Roland Szymaniak, Bernd-Joachim Deters) | 7:17:10  |
| 3     | LG Frankfurt (Ralf Salzmann, Markus Butters, Andreas Jost)                                    | 7:09:08  |
| 4     | LG Süd Berlin (Ingo Sensburg, Hans-Jürgen Rose, Horst Wegner)                                 | 7:11:18  |
| 5     | LLC Marathon Regensburg (Ludwig-Mario Niedermeier, Anton Gorbunow, Alfredo Blasel)            | 7:18:05  |
| 6     | LAV co op Dortmund (Reinhard Kowallek, Hans-Walter Kreft, Hans-Georg Kappe)                   | 7:25:28  |
| 7     | Preussen Krefeld (Paul Peeters, Hanns Kirschke, Siegfried Schmidt)                            | 7:28:09  |
| 8     | LC Haßloch (Tom Jones, Jiri Rysanek, Manfred Kögel)                                           | 7:28:59  |

Datum: 15. Mai
fand in Waldkraiburg statt

### 110 m Hürden
| Platz | Athlet, Verein                              | Zeit (s) |
| ----- | ------------------------------------------- | -------- |
| 1     | Dieter Gebhard (SV Salamander Kornwestheim) | 14,02    |
| 2     | Hans-Gerd Klein (LG Bayer Leverkusen)       | 14,04    |
| 3     | Wolfgang Muders (LG Bayer Leverkusen)       | 14,12    |
| 4     | Martin Becker (ASV Landau)                  | 14,19    |
| 5     | Axel Schaumann (LG Kappelberg)              | 14,28    |
| 6     | Peter Scholz (Eintracht Frankfurt)          | 14,31    |
| 7     | Michael Krause (LG Wedel-Pinneberg)         | 14,36    |
| 8     | Hans-Jürgen Gleichmann (SG Egelsbach)       | 14,40    |

Datum: 17. August
Wind: −0,72 m/s

### 400 m Hürden
| Platz | Athlet, Verein                        | Zeit (s) |
| ----- | ------------------------------------- | -------- |
| 1     | Harald Schmid (TV Gelnhausen)         | 48,05    |
| 2     | Bernd Herrmann (LG Bayer Leverkusen)  | 49,74    |
| 3     | Martin Bürkle (LG Ortenau-Nord)       | 50,72    |
| 4     | Ulrich Zunker (LBV Phönix Lübeck)     | 51,31    |
| 5     | Johannes Heling (TuS Abensberg)       | 51,44    |
| 6     | Wolfgang Richter (TV Wattenscheid 01) | 51,56    |
| 7     | André Diel (TV Lahr)                  | 52,01    |
| 8     | Frank Czioska (USC Heidelberg)        | 52,15    |

Datum: 16. August

### 3000 m Hindernis
| Platz | Athlet, Verein                           | Zeit (min) |
| ----- | ---------------------------------------- | ---------- |
| 1     | Patriz Ilg (LAC Quelle Fürth)            | 8:30,60    |
| 2     | Emmerich Huber (TSV 1860 München)        | 8:32,80    |
| 3     | Manfred Schoeneberg (OSC Thier Dortmund) | 8:33,10    |
| 4     | Rainer Schwarz (LG Gauting/Stockdorf)    | 8:33,53    |
| 5     | Paul Nothacker (LG Nordschwarzwald)      | 8:43,97    |
| 6     | Andreas Weniger (TSV 1860 München)       | 8:45,54    |
| 7     | Wolf-Ulrich Schneider (Hamburger SV)     | 8:50,15    |
| 8     | Peter Heine (LG Göttingen)               | 8:51,18    |

Datum: 16. August

### 4 × 100 m Staffel
| Platz | Verein, Besetzung                                                                               | Zeit (s) |
| ----- | ----------------------------------------------------------------------------------------------- | -------- |
| 1     | SV Salamander Kornwestheim (Bruno Werner, Dieter Gebhard, Bernd Sattler, Peter Klein)           | 39,49    |
| 2     | LAC Quelle Fürth (Reinhold Schlierf, Christian Haas, Karlheinz Weisenseel, Richard Luxenburger) | 39,55    |
| 3     | TV Wattenscheid 01 (Vollmer, Udo Thiel, Düttmann, Winfried Klepsch)                             | 40,28    |
| 4     | LAV Bayer Uerdingen/Dormagen (Bernward Plenker, Christoph Trappe, Peter Quasten, Peter Schwelm) | 40,30    |
| 5     | VfL Wolfsburg (Müller, Hans-Joachim Wehrsen, Andreas Geiger, Markus Kessler)                    | 40,49    |
| 6     | ASV Köln (Ingo Froböse, Robert Tempel, Michael Düsing, Daniel Schlotterbeck)                    | 40,64    |
| 7     | Post-SV Hannover (Rolf Tauche, Bernd Rebischke, Karl-Heinz Hotfiel, Hans-Dieter Kawan)          | 40,72    |
| 8     | LAZ bellanett Rhede (Thomas, Matthias Spiegelhoff, Jörg Risius, Dieter Daniels)                 | 40,99    |

Datum: 16. August

### 4 × 400 m Staffel
| Platz | Verein, Besetzung                                                                         | Zeit (min) |
| ----- | ----------------------------------------------------------------------------------------- | ---------- |
| 1     | LG Bayer Leverkusen (Günter Karge, Edelbert Parr, Franz-Peter Hofmeister, Bernd Herrmann) | 3:06,07    |
| 2     | VfB Stuttgart (Max Eisele, Michael Friese, Ulrich Heinle, Martin Weppler)                 | 3:06,09    |
| 3     | OSC Thier Dortmund (Michael Jopp, Ralf Oehmen, Thomas Wilking, Hartmut Weber)             | 3:08,19    |
| 4     | ASV Köln (Schneider, Franz-Josef Löhrer, Karsten, von Höngen)                             | 3:09,15    |
| 5     | LG Süd Berlin (Ralf Höhle, Lutz Todtenhausen, Martin Szafranski, Edgar Nakladal)          | 3:09,72    |
| 6     | MTG Mannheim (Andreas Rizzi, Michael Manke-Reimers, Thomas Rizzi, Georg Wessoly)          | 3:10,37    |
| 7     | Post-SV Hannover (Jürgen Stark, Frank Janssen, Hans-Dieter Kawan, Erwin Skamrahl)         | 3:10,74    |
| 8     | LG Wedel-Pinneberg (Jürgen Krempin, Axel Salander, Kai Jürgensen, Frerk Meyer)            | 3:13,72    |

Datum: 17. August

### 4 × 800 m Staffel
| Platz | Verein, Besetzung                                                                        | Zeit (min) |
| ----- | ---------------------------------------------------------------------------------------- | ---------- |
| 1     | LG Bayer Leverkusen (Jürgen Thiel, Rüdiger Möhler, Dieter Riebe, Harald Hudak)           | 7:22,29    |
| 2     | MTV Ingolstadt (Armin Steller, Herbert Stark, Hans Lang, Hans-Peter Ferner)              | 7:23,44    |
| 3     | LG Jägermeister Bonn-Troisdorf (Bernhard Gatzke, Ralf Stewing, Schmitz, Rudolf Brückner) | 7:27,01    |
| 4     | VfB Stuttgart (Klaus Digel, Wolfgang Leins, Hans Allmandinger, Herbert Wursthorn)        | 7:29,94    |
| 5     | LAV Bayer Uerdingen/Dormagen (Schenk, Zeitz, Ulrich Dübbert, Ingo Falk)                  | 7:34,72    |
| 6     | OSC Thier Dortmund (Martin Hedtkamp, Ralf Oehmen, Hartmut Weber, Thomas Wilking)         | 7:36,89    |
| 7     | STV Singen (Mathias John, Ulrich Kaiser, Roland Fischer, Alexander Bach)                 | 7:39,53    |
| 8     | ASV Köln (Manfred Nellesen, Thorsten Hotop, Gebhard, Henning von Papen)                  | 7:43,27    |

Datum: 13. September
fand in Ludwigshafen im Rahmen der Deutschen Jugendmeisterschaften statt

### 4 × 1500 m Staffel
| Platz | Verein, Besetzung                                                                            | Zeit (min) |
| ----- | -------------------------------------------------------------------------------------------- | ---------- |
| 1     | LG Bayer Leverkusen (Wilfried Paulitschke, Peter Belger, Karl Fleschen, Harald Hudak)        | 15:30,55   |
| 2     | VfL Wolfsburg (Axel Diedrich, Ulrich Parthier, Uwe Baunack, Uwe Becker)                      | 15:30,74   |
| 3     | LAC Quelle Fürth (Hans-Joachim Woigk, Christoph Herle, Patriz Ilg, Klaus-Peter Nabein)       | 15:30,97   |
| 4     | Eintracht Frankfurt (Winfried Styra, Stephan Föller, Hans Reibold, Franz-Leo Thoma)          | 15:38,80   |
| 5     | LG Lage-Detmold (Jürgen Strate, Norbert Bollweg, Dirk Sander, Bernd Woytina)                 | 15:43,70   |
| 6     | TK Hannover (Asmuth, Hahnefeld, Adler, Jost Wollstein)                                       | 15:43,70   |
| 7     | Rot-Weiß Koblenz (Christian Collisy, Günter Henning, Herbert Stephan, Franz-Josef Weihrauch) | 15:45,44   |
| 8     | Polizei-SV Lippe-Detmold (Cord Mühlenmeister, Dietmar Benning, Heiko Fischer, Wolfgang Otto) | 15:45,64   |

Datum: 13. September
fand in Ludwigshafen im Rahmen der Deutschen Jugendmeisterschaften statt

### 20-km-Gehen
| Platz | Athlet, Verein                              | Zeit (h)  |
| ----- | ------------------------------------------- | --------- |
| 1     | Heinrich Schubert (Eintracht Bad Kreuznach) | 1:31:40,1 |
| 2     | Karl Degener (VfL Wolfsburg)                | 1:32:24,8 |
| 3     | Gerhard Weidner (TSV Salzgitter)            | 1:33:52,4 |
| 4     | Hans Michalski (Eintracht Frankfurt)        | 1:35:07,4 |
| 5     | Hans Binder (LAC Quelle Fürth)              | 1:35:23,0 |
| 6     | Jürgen Meyer (VfL Wolfsburg)                | 1:35:35,8 |
| 7     | Jürgen Kauer (Eintracht Bad Kreuznach)      | 1:37:02,3 |
| 8     | Robert Mildenberger (LAC Quelle Fürth)      | 1:37:15,9 |

Datum: 16. August

### 20-km-Gehen, Mannschaftswertung
| Platz | Verein, Besetzung                                                             | Zeit (h)  |
| ----- | ----------------------------------------------------------------------------- | --------- |
| 1     | Eintracht Bad Kreuznach (Jürgen Kauer, Heinrich Schubert, Rainer Tryankowski) | 4:50:09,0 |
| 2     | LAC Quelle Fürth (Hans Binder, Robert Mildenberger, Wolfgang Wiedemann)       | 4:51:02,4 |
| 3     | VfL Wolfsburg (Karl Degener, Jürgen Meyer, Mario Kerber)                      | 4:51:45,9 |
| 4     | TSV Salzgitter (Gerhard Weidner, Uwe Jakob, Hans-Joachim Kloppe)              | 5:00:20,4 |
| 5     | Eintracht Frankfurt (Hans Michalski, Helmut Teutsch, Günther Kowald)          | 5:03:11,6 |
| 6     | LG Unterweser Brake (Detlef Heitmann, Jürgen Hold, Gerhard Scholz)            | 5:13:47,3 |
| 7     | Meiendorfer SV (Fritz Helms, Ockelmann, Ahrens)                               | 5:14:41,4 |
| 8     | TSG 1878 Heidelberg (Peter Norden, Heinrich Jakob, Alfred Daske)              | 5:15:22,7 |

Datum: 16. August

### 50-km-Gehen
| Platz | Athlet, Verein                              | Zeit (h) |
| ----- | ------------------------------------------- | -------- |
| 1     | Heinrich Schubert (Eintracht Bad Kreuznach) | 4:07:02  |
| 2     | Hans Binder (LAC Quelle Fürth)              | 4:08:04  |
| 3     | Gerhard Weidner (TSV Salzgitter)            | 4:10:58  |
| 4     | Karl Degener (VfL Wolfsburg)                | 4:12:42  |
| 5     | Walter Schwoche (Eintracht Hildesheim)      | 4:15:28  |
| 6     | Alfons Schwarz (LAC Quelle Fürth)           | 4:16:57  |
| 7     | Jürgen Meyer (VfL Wolfsburg)                | 4:20:28  |
| 8     | Hans Michalski (Eintracht Frankfurt)        | 4:24:24  |

Datum: 21. September
fand in Achern-Önsbach statt

### 50-km-Gehen, Mannschaftswertung
| Platz | Verein, Besetzung                                                         | Zeit (h) |
| ----- | ------------------------------------------------------------------------- | -------- |
| 1     | LAC Quelle Fürth (Hans Binder, Alfons Schwarz, Robert Mildenberger)       | 12:51:54 |
| 2     | VfL Wolfsburg (Karl Degener, Jürgen Meyer, Michael Ritter)                | 13:12:19 |
| 3     | Eintracht Bad Kreuznach (Heinrich Schubert, Jürgen Kauer, Gerd Birnstock) | 13:33:47 |
| 4     | Eintracht Frankfurt (Hans Michalski, Günther Kowald, Helmut Teutsch)      | 13:43:47 |
| 5     | TSV Salzgitter (Gerhard Weidner, Hans-Joachim Kloppe, Ahnert)             | 13:46:52 |
| 6     | TSG 1878 Heidelberg (Peter Norden, Alfred Daske, Heinrich Jakob)          | 14:04:41 |
| 7     | LAZ Kreis Günzburg (Anton Hab, Hans Steck, Wilhelm Schmid)                | 15:34:30 |

Datum: 21. September
fand in Achern-Önsbach statt
nur 7 Mannschaften in der Wertung

### Hochsprung
| Platz | Athlet, Verein                            | Höhe (m) |
| ----- | ----------------------------------------- | -------- |
| 1     | Dietmar Mögenburg (LG Bayer Leverkusen)   | 2,33     |
| 2     | Gerd Nagel (LG Frankfurt)                 | 2,30     |
| 3     | Andre Schneider (TV Wattenscheid 01)      | 2,24     |
| 4     | Carlo Thränhardt (ASV Köln)               | 2,24     |
| 5     | Paul Frommeyer (DJK Arminia Ibbenbüren)   | 2,21     |
| 6     | Jürgen Lichtenberg (LG Bayer Leverkusen)  | 2,18     |
| 7     | Klaus Trapka (LG Bayer Leverkusen)        | 2,18     |
| 8     | Harald Ehlke (SV Salamander Kornwestheim) | 2,15     |
| 8     | Andreas Surbeck (LG/ESV Offenburg)        | 2,15     |

Datum: 16. August

### Stabhochsprung
| Platz | Athlet, Verein                                  | Höhe (m) |
| ----- | ----------------------------------------------- | -------- |
| 1     | Günther Lohre (SV Salamander Kornwestheim)      | 5,35     |
| 2     | Gerald Heinrich (USC Mainz)                     | 5,25     |
| 3     | Jürgen Winkler (LG Jägermeister Bonn-Troisdorf) | 5,20     |
| 4     | Detlef de Raad (TV Wattenscheid 01)             | 5,10     |
| 5     | Peter Volmer (TV Wattenscheid 01)               | 5,00     |
| 6     | Bernd Müller (LAZ Neuburg/Schrobenhausen)       | 5,00     |
| 7     | Lutz Grunemann (SCC Berlin)                     | 4,85     |
| 8     | Peter Peinemann (VT Zweibrücken)                | 4,85     |
| 8     | Gerhard Schmidt (VT Zweibrücken)                | 4,85     |

Datum: 16. August

### Weitsprung
| Platz | Athlet, Verein                           | Weite (m) |
| ----- | ---------------------------------------- | --------- |
| 1     | Jens Knipphals (VfL Wolfsburg)           | 8,01      |
| 2     | Joachim Busse (ASV Köln)                 | 7,84      |
| 3     | Jochen Verschl (VfB Stuttgart)           | 7,73      |
| 4     | Ulrich Meier (LG Offenburg)              | 7,69      |
| 5     | Markus Kessler (VfL Wolfsburg)           | 7,55      |
| 6     | Winfried Klepsch (TV Wattenscheid 01)    | 7,47      |
| 7     | Jörg Klocke (TV Wattenscheid 01)         | 7,43      |
| 8     | Hans-Jürgen Berger (LG Bayer Leverkusen) | 7,39      |

Datum: 17. August

### Dreisprung
| Platz | Athlet, Verein                            | Weite (m) |
| ----- | ----------------------------------------- | --------- |
| 1     | Klaus Kübler (SV Salamander Kornwestheim) | 16,40     |
| 2     | Douglas Henderson (Eintracht Frankfurt)   | 16,36     |
| 3     | Wolfram Walther (Eintracht Frankfurt)     | 16,32     |
| 4     | Wolfgang Knabe (BLK Bersenbrück)          | 16,30     |
| 5     | Peter Bouschen (LG DJK Düsseldorf)        | 15,83     |
| 6     | Johannes Schulte (USC Heidelberg)         | 15,63     |
| 7     | Dieter Eckert (TV Wattenscheid 01)        | 15,53     |
| 8     | Ludwig Franz (LAC Quelle Fürth)           | 15,35     |

Datum: 16. August

### Kugelstoßen
| Platz | Athlet, Verein                                      | Weite (m) |
| ----- | --------------------------------------------------- | --------- |
| 1     | Ralf Reichenbach (LG Süd Berlin)                    | 20,05     |
| 2     | Norbert Dreifürst (LG Jägermeister Bonn-Troisdorf)  | 18,61     |
| 3     | Joachim Krug (ASV Köln)                             | 18,51     |
| 4     | Ferdinand Schladen (LG Jägermeister Bonn-Troisdorf) | 18,37     |
| 5     | Claus-Dieter Föhrenbach (USC Heidelberg)            | 18,37     |
| 6     | Gerhard Steines (TSG Wieseck)                       | 18,08     |
| 7     | Udo Gelhausen (LG Bayer Leverkusen)                 | 18,02     |
| 8     | Josef Forst (TV Wattenscheid 01)                    | 17,62     |

Datum: 17. August

### Diskuswurf
| Platz | Athlet, Verein                           | Weite (m) |
| ----- | ---------------------------------------- | --------- |
| 1     | Rolf Danneberg (LG Wedel-Pinneberg)      | 60,20     |
| 2     | Peter Schulze (USC Mainz)                | 56,74     |
| 3     | Thomas Berlep (LG Frankfurt)             | 56,40     |
| 4     | Lothar Pongratz (TV Wattenscheid 01)     | 55,42     |
| 5     | Bernhard Fischer (LG Staufen)            | 54,28     |
| 6     | Peter Melzer (LG Süd Berlin)             | 53,28     |
| 7     | Klaus-Peter Hennig (LG Bayer Leverkusen) | 52,54     |
| 8     | Joachim Pahl (OSC Berlin)                | 52,20     |

Datum: 16. August

### Hammerwurf
| Platz | Athlet, Verein                          | Weite (m) |
| ----- | --------------------------------------- | --------- |
| 1     | Karl-Hans Riehm (TV Wattenscheid 01)    | 77,80     |
| 2     | Manfred Hüning (LAZ bellanett Rhede)    | 76,08     |
| 3     | Klaus Ploghaus (ASC Darmstadt)          | 75,66     |
| 4     | Manfred Schubert (LG Bayer Leverkusen)  | 71,90     |
| 5     | Helmut Dollheimer (LG Bayer Leverkusen) | 70,20     |
| 6     | Hans-Martin Lotz (Hamburger SV)         | 69,12     |
| 7     | Karl-Heinz Müller (LG Frankfurt)        | 68,18     |
| 8     | Wolfgang Heinrich (LAC Quelle Fürth)    | 66,50     |

Datum: 17. August

### Speerwurf
| Platz | Athlet, Verein                         | Weite (m) |
| ----- | -------------------------------------- | --------- |
| 1     | Michael Wessing (TV Wattenscheid 01)   | 83,94     |
| 2     | Helmut Schreiber (USC Heidelberg)      | 83,86     |
| 3     | Klaus Tafelmeier (LG Bayer Leverkusen) | 80,30     |
| 4     | Wolfram Gambke (LG Wedel-Pinneberg)    | 76,72     |
| 5     | Werner Kalb (LG Eckental)              | 72,20     |
| 6     | Ottmar Strattner (LAC Quelle Fürth)    | 70,66     |
| 7     | Josef Schaffarzik (LAC Quelle Fürth)   | 70,40     |
| 8     | Uwe Lampe (Eintracht Frankfurt)        | 69,42     |

Datum: 17. August

### Zehnkampf,1965er Wertung
| Platz | Athlet, Verein                                  | P – offiz. Wert. | P – 85er Wert. |
| ----- | ----------------------------------------------- | ---------------- | -------------- |
| 1     | Guido Kratschmer (USC Mainz)                    | 8142             | 8175           |
| 2     | Jens Schulze (USC Mainz)                        | 7893             | 7820           |
| 3     | Rudolf Brumund (LG Bayer Leverkusen)            | 7721             | 7664           |
| 4     | Claus Marek (LG Bayer Leverkusen)               | 7599             | 7529           |
| 5     | Herbert Peter (TSV 1860 München)                | 7504             | 7443           |
| 6     | Jörg Lorenz (TSV 1860 München)                  | 7482             | 7396           |
| 7     | Dieter Leyckes (LG Bayer Leverkusen)            | 7426             | 7349           |
| 8     | Dieter Altmann (LG Jägermeister Bonn-Troisdorf) | 7395             | 7290           |

Datum: 6./7. September
fand in Lage im Rahmen eines Länderkampfes gegen die Sowjetunion statt

### Zehnkampf,1965er Wertung– Mannschaftswertung
| Platz | Verein, Besetzung                                                   | Leistung (Pkte) |
| ----- | ------------------------------------------------------------------- | --------------- |
| 1     | USC Mainz (Guido Kratschmer, Jens Schulze, Thomas Kohlbacher)       | 23,378          |
| 2     | LG Bayer Leverkusen I (Rudolf Brumund, Claus Marek, Dieter Leyckes) | 22.746          |
| 3     | TSV 1860 München (Herbert Peter, Jörg Lorenz, Franz Mayr)           | 22,350          |
| 4     | LG Staufen (Siegfried Wentz, Hans-Joachim Häberle, Wolfgang Jans)   | 21.332          |
| 5     | SCC Berlin (Herrmann, Karim Belkora, Lutz Quil)                     | 20.037          |
| 6     | MTV Herrenhausen (Heemsoth, Barthold, Rohleder)                     | 19.469          |
| 7     | LG Bayer Leverkusen II (Ralf Löhnhardt, Zierul, Lichtenberg)        | 18.640          |

Datum: 6./7. September
fand in Lage im Rahmen eines Länderkampfes gegen die Sowjetunion statt
nur 7 Teams in der Wertung

### CrosslaufMittelstrecke –6005 m
| Platz | Athlet, Verein                           | Zeit (min) |
| ----- | ---------------------------------------- | ---------- |
| 1     | Hans-Jürgen Orthmann (VfL Wehbach)       | 20:40,0    |
| 2     | Manfred Schoeneberg (OSC Thier Dortmund) | 20:45,7    |
| 3     | Andreas Weniger (TSV 1860 München)       | 20:51,3    |
| 4     | Günter Kohl (SC Vöhringen)               | 20:56,7    |
| 5     | Patriz Ilg (LAC Quelle Fürth)            | 21:07,1    |
| 6     | Michael Spöttel (LG Kreis Verden)        | 21:10,3    |
| 7     | Reinhard Leibold (LAC Quelle Fürth)      | 21:12,0    |
| 8     | Peter Belger (LG Bayer Leverkusen)       | 21:14,3    |

Datum: 23. Februar
fand in Mainz statt

### CrosslaufMittelstrecke –6005 m, Mannschaftswertung
| Platz | Verein, Besetzung                                                                | Platzziffer |
| ----- | -------------------------------------------------------------------------------- | ----------- |
| 1     | TSV 1860 München (Andreas Weniger, Josef Lechner, Sylvester Huber)               | 031         |
| 2     | TV Wattenscheid 01 (Willi Wülbeck, Peter Spahn, Anton Kirschbaum)                | 043         |
| 3     | Rot-Weiß Koblenz (Franz-Josef Weihrauch, Christian Collisy, Winfried Diederichs) | 045         |
| 4     | OSC Thier Dortmund (Manfred Schoeneberg, Friedrich Räker, Send)                  | 047         |
| 5     | LAC Quelle Fürth (Patriz Ilg, Reinhard Leibold, Matthias Plauk)                  | 057         |
| 6     | LG DJK Andernach-Neuwied (Achim Birkenheier, Edmund Kaul, Dietrich Rockenfeller) | 086         |
| 7     | LG Kreis Verden (Michael Spöttel, Jürgen Schulze, Luttmann)                      | 102         |
| 8     | TK Hannover (Jost Wollstein, Peter Döbler, Asmuth)                               | 113         |

Datum: 23. Februar
fand in Mainz statt

### CrosslaufLangstrecke –11.845 m
| Platz | Athlet, Verein                               | Zeit (min) |
| ----- | -------------------------------------------- | ---------- |
| 1     | Christoph Herle (LAC Quelle Fürth)           | 40:45,2    |
| 2     | Ralf Salzmann (LG Frankfurt)                 | 41:19,0    |
| 3     | Michael Karst (USC Mainz)                    | 41:19,9    |
| 4     | Werner Grommisch (LAZ bellanett Rhede)       | 41:24,8    |
| 5     | Willi Maier (TSV Genkingen)                  | 41:29,5    |
| 6     | Valdur Koha (LG Jägermeister Bonn-Troisdorf) | 41:37,5    |
| 7     | Edmundo Warnke (LAC Quelle Fürth)            | 41:49,2    |
| 8     | Wilhelm Jungbluth (LG Bayer Leverkusen)      | 41:53,8    |

Datum: 23. Februar
fand in Mainz statt

### CrosslaufLangstrecke –11.845 m, Mannschaftswertung
| Platz | Verein, Besetzung                                                                             | Platzziffer |
| ----- | --------------------------------------------------------------------------------------------- | ----------- |
| 1     | LAC Quelle Fürth (Christoph Herle, Edmundo Warnke, Günter Zahn)                               | 021         |
| 2     | LG Bayer Leverkusen (Wilhelm Jungbluth, Friebe, Peter Decker)                                 | 044         |
| 3     | LG Frankfurt (Ralf Salzmann, Andreas Jost, Markus Butters)                                    | 066         |
| 4     | SV Saar 05 Saarbrücken (Werner Dörrenbächer, Peter Alt, Stefan Karst)                         | 076         |
| 5     | LG Gut-Heil Neumünster/TSV Kronshagen (Rüdiger Grube, Bernd-Joachim Deters, Roland Szymaniak) | 094         |
| 6     | LG Lage-Detmold (Jürgen Strate, Norbert Bollweg, Dirk Sander, Bernd Woytina)                  | 102         |
| 7     | Hamburger SV (Wolf-Ulrich Schneider, Michael Barkowski, Joachim Daduna)                       | 104         |
| 8     | PSV Grün-Weiß Kassel (Udo Engelbrecht, Winfried Aufenanger, Lothar Mann)                      | 124         |

Datum: 23. Februar
fand in Mainz statt

## Meisterschaftsresultate, Frauen

### 100 m
| Platz | Athletin, Verein                                    | Zeit (s) |
| ----- | --------------------------------------------------- | -------- |
| 1     | Annegret Richter, geb. Irrgang (OSC Thier Dortmund) | 11,51    |
| 2     | Christina Sussiek (LG Bayer Leverkusen)             | 11,51    |
| 3     | Ulrike Sommer (LAC Quelle Fürth)                    | 11,54    |
| 4     | Heidi-Elke Gaugel (VfL Sindelfingen)                | 11,71    |
| 5     | Bianca Betz (ASV Köln)                              | 11,75    |
| 6     | Resi Fischer (TSV Abensberg)                        | 11,78    |
| 7     | Ute Rompf (TV 1885 Haiger)                          | 11,78    |
| 8     | Anke Köninger (TG Nürtingen)                        | 11,82    |

Datum: 16. August
Wind: +2,42 m/s

### 200 m
| Platz | Athletin, Verein                                    | Zeit (s) |
| ----- | --------------------------------------------------- | -------- |
| 1     | Annegret Richter, geb. Irrgang (OSC Thier Dortmund) | 23,42    |
| 2     | Christina Sussiek (LG Bayer Leverkusen)             | 23,42    |
| 3     | Ulrike Sommer (LAC Quelle Fürth)                    | 23,65    |
| 4     | Heidi-Elke Gaugel (VfL Sindelfingen)                | 23,83    |
| 5     | Bianca Betz (ASV Köln)                              | 24,27    |
| 6     | Iris Göhmann (TK Hannover)                          | 24,32    |
| 7     | Anne Griese (LAV Düsseldorf)                        | 24,33    |
| 8     | Claudia Steger (LG Bayer Leverkusen)                | 24,43    |

Datum: 17. August
Wind: −1,79 m/s

### 400 m
| Platz | Athletin, Verein                                 | Zeit (s) |
| ----- | ------------------------------------------------ | -------- |
| 1     | Gaby Bußmann (ASV Köln)                          | 51,90    |
| 2     | Elke Decker (LG Bayer Leverkusen)                | 52,12    |
| 3     | Dorothee Wosnitza (TK Hannover)                  | 53,66    |
| 4     | Erika Weinstein, geb. Götz (LG Bayer Leverkusen) | 53,78    |
| 5     | Margit Weller (LG Ostsaar)                       | 54,01    |
| 6     | Heidrun Leithäuser (LG Waldeck)                  | 54,60    |
| 7     | Susanne Anlauf (LG Ostsaar)                      | 54,82    |
| 8     | Brigitte Brückner (LAC Quelle Fürth)             | 54,91    |

Datum: 16. August

### 800 m
| Platz | Athletin, Verein                         | Zeit (min) |
| ----- | ---------------------------------------- | ---------- |
| 1     | Margrit Klinger (TV Obersuhl)            | 2:02,26    |
| 2     | Petra Kleinbrahm (LG Bayer Leverkusen)   | 2:02,62    |
| 3     | Brigitte Koczelnik (LG Bayer Leverkusen) | 2:03,69    |
| 4     | Roswitha Gerdes (OSC Damme)              | 2:04,55    |
| 5     | Brigitte Brückner (LAC Quelle Fürth)     | 2:05,20    |
| 6     | Beate Pastoor (TSV Ebingen)              | 2:05,49    |
| 7     | Bianca Theuss (MSV Duisburg)             | 2:05,61    |
| 8     | Bettina Büngener (Sport-Union Annen)     | 2:05,64    |

Datum: 16. August

### 1500 m
| Platz | Athletin, Verein                               | Zeit (min) |
| ----- | ---------------------------------------------- | ---------- |
| 1     | Elisabeth Schacht (ASV Köln)                   | 4:14,39    |
| 2     | Vera Steiert (ASV Köln)                        | 4:15,25    |
| 3     | Mathilde Heuing (LG Gütersloh)                 | 4:15,85    |
| 4     | Brigitte Kraus (ASV Köln)                      | 4:18,02    |
| 5     | Charlotte Teske, geb. Bernhard (ASC Darmstadt) | 4:20,82    |
| 6     | Christiane Finke (LG Göttingen)                | 4:23,25    |
| 7     | Jutta Jooß (VfL Sindelfingen)                  | 4:23,85    |
| 8     | Steffi Böker (Bielefelder TG)                  | 4:24,44    |

Datum: 17. August

### 3000 m
| Platz | Athletin, Verein                               | Zeit (min) |
| ----- | ---------------------------------------------- | ---------- |
| 1     | Birgit Friedmann (Eintracht Frankfurt)         | 9:02,0     |
| 2     | Vera Steiert (ASV Köln)                        | 9:17,8     |
| 3     | Charlotte Teske, geb. Bernhard (ASC Darmstadt) | 9:20,8     |
| 4     | Heidi Hutterer (TG Landshut)                   | 9:27,2     |
| 5     | Ines Maiwald (LG Kappelberg)                   | 9:30,0     |
| 6     | Eva-Maria Lehmann (SCC Berlin)                 | 9:31,4     |
| 7     | Christiane Finke (LG Göttingen)                | 9:32,6     |
| 8     | Irene Pirang (LG Jägermeister Bonn-Troisdorf)  | 9:34,0     |

Datum: 23. Mai
fand in Göttingen statt

### 25-km-Straßenlauf
| Platz | Athletin, Verein                                                    | Zeit (h) |
| ----- | ------------------------------------------------------------------- | -------- |
| 1     | Christa Vahlensieck, geb. Kofferschläger (Barmer TV 1846 Wuppertal) | 1:32:37  |
| 2     | Charlotte Teske, geb. Bernhard (ASC Darmstadt)                      | 1:33:53  |
| 3     | Heidi Hutterer (TG Landshut)                                        | 1:34:08  |
| 4     | Elvira Hofmann (TV Bad Mergentheim)                                 | 1:35:18  |
| 5     | Angelika Stephan (LAC Quelle Fürth)                                 | 1:37:27  |
| 6     | Monika Greschner (ASV Köln)                                         | 1:39:25  |
| 7     | Gabriela Wolf (SG Eintracht Ergste)                                 | 1:39:52  |
| 8     | Gerlinde Püttmann (LAZ Hamm)                                        | 1:40:09  |

Datum: 19. April
fand in Berlin statt

### Marathon
| Platz | Athletin, Verein                                                    | Zeit (h) |
| ----- | ------------------------------------------------------------------- | -------- |
| 1     | Christa Vahlensieck, geb. Kofferschläger (Barmer TV 1846 Wuppertal) | 2:36:47  |
| 2     | Charlotte Teske, geb. Bernhard (ASC Darmstadt)                      | 2:38:04  |
| 3     | Monika Greschner (ASV Köln)                                         | 2:48:10  |
| 4     | Angelika Stephan (LAC Quelle Fürth)                                 | 2:49:23  |
| 5     | Gerlinde Püttmann (LAZ Hamm)                                        | 2:51:03  |
| 6     | Annemarie Hilkenbach (Post-SV Brilon)                               | 2:52:45  |
| 7     | Angelika Brandt (OSC Berlin)                                        | 2:57:20  |
| 8     | Bettina Köly (OSC Bremerhaven)                                      | 2:57:45  |

Datum: 15. Mai
fand in Waldkraiburg statt

### Marathon, Mannschaftswertung
| Platz | Verein, Besetzung                                                       | Zeit (h) |
| ----- | ----------------------------------------------------------------------- | -------- |
| 1     | OSC Hoechst (Ursula Lauffs, Edith Schneider, Kerstin Neiser-Funke)      | 9:40:49  |
| 2     | LG Kreis Verden (Karin Krützfeld, Helga Sievers, Lieselotte Schultz)    | 10:10:54 |
| 3     | BSV Grün-Weiß Flüren (Christa Telaak, Eva-Maria Dahms, Gisela Henschel) | 10:28:31 |
| 4     | LG Haunstetten (Gerda Mück, Friederike Chvala, Erna Effenberger)        | 10:38:14 |

Datum: 15. Mai
fand in Waldkraiburg statt
nur 4 Mannschaften in der Wertung

### 100 m Hürden
| Platz | Athletin, Verein                                | Zeit (s) |
| ----- | ----------------------------------------------- | -------- |
| 1     | Silvia Kempin, geb. Käwel (LG Bayer Leverkusen) | 13,26    |
| 2     | Edith Oker (VfB Stuttgart)                      | 13,35    |
| 3     | Doris Baum (TK Grevenbroich)                    | 13,37    |
| 4     | Andrea Manke (TK Grevenbroich)                  | 13,38    |
| 5     | Sabine Everts (LAV Düsseldorf)                  | 13,56    |
| 6     | Roswitha Riechardt (SV Alemannia Kamp)          | 13,57    |
| 7     | Anke Köninger (TG Nürtingen)                    | 13,63    |
| 8     | Marita Feller (LAV Düsseldorf)                  | 13,84    |

Datum: 17. August
Wind: +0,69 m/s

### 400 m Hürden
| Platz | Athletin, Verein                                   | Zeit        |
| ----- | -------------------------------------------------- | ----------- |
| 1     | Silvia Hollmann (OSC Thier Dortmund)               | 0058,61 s00 |
| 2     | Simone Büngener (Sport-Union Annen)                | 0059,08 s00 |
| 3     | Susanne Anlauf (LG Ostsaar)                        | 0059,35 s00 |
| 4     | Regina Westedt (VfL Wolfsburg)                     | 1:00,89 min |
| 5     | Elke Wersching (LG Rems Murr)                      | 1:01,30 min |
| 6     | Raela Schwerdtfeger (LG Nord Berlin)               | 1:01,57 min |
| 7     | Sylvia Nagel (TV Vohenstrauß)                      | 1:02,30 min |
| 8     | Heide-Lore Bretz, geb. Schüler (TV Dillingen/Saar) | 1:02,64 min |

Datum: 23. Mai
fand in Göttingen statt

### 4 × 100 m Staffel
| Platz | Verein, Besetzung                                                                                        | Zeit (s) |
| ----- | --- | -------- |
| 1     | OSC Thier Dortmund (Sabine Klösters, Elke Vollmer, Ute Finger, Annegret Richter – geb. Irrgang)          | 44,18    |
| 2     | LG Bayer Leverkusen I (Rita Meurer, Silvia Kempin – geb. Käwel, Elvira Possekel, Christina Sussiek)      | 45,00    |
| 3     | LAV Bayer Uerdingen/Dormagen (Birgit Seiring, Elke Barth, Britta Knickenberg, Susanne Kinder)            | 45,21    |
| 4     | LAC Quelle Fürth (Petra Sharp, Ulrike Sommer, Michaela Schabinger, Cornelia Sulek)                       | 45,43    |
| 5     | ASV Köln (Haas, Gaby Bußmann, Bianca Betz, Silke Rasch)                                                  | 45,48    |
| 6     | LG Bayer Leverkusen II (Elke Decker, Erika Weinstein – geb. Götz, Marie-Luise Bockelmann, Andrea Thelen) | 45,60    |
| 7     | LAV Düsseldorf (Sabine Everts, Anne Griese, Heike vom Wege, Marita Feller)                               | 45,62    |
| 8     | TK Hannover (Gabriele Hahn, Anke Bätjer, Iris Göhmann, Sümenicht)                                        | 46,37    |

Datum: 17. August

### 4 × 400 m Staffel
| Platz | Verein, Besetzung                                                                                     | Zeit (min)  |
| ----- | --- | ----------- |
| 1     | LG Bayer Leverkusen I (Christina Sussiek, Erika Weinstein – geb. Götz, Petra Kleinbrahm, Elke Decker) | 3:32,56 BRV |
| 2     | LAV Düsseldorf (Anne Griese, Anka Zelgert, Ute Eich, Sabine Everts)                                   | 3:38,360000 |
| 3     | LG Bayer Leverkusen II (Claudia Steger, G. Losch, Marie-Luise Bockelmann, Christiane Brinkmann)       | 3:38,640000 |
| 4     | LG Ostsaar (Karin Koch, Lisa Schorr, Susanne Anlauf, Margit Weller)                                   | 3:41,670000 |
| 5     | LAV Hamburg Nord (Petra Thiessel, Dammann, Hansen, Sievers)                                           | 3:41,890000 |
| 6     | TK Hannover (Sümenicht, Brigitte Göhrs, Anke Bätjer, Dorothee Wosnitza)                               | 3:43,020000 |
| 7     | LAV co op Dortmund (Brigitte Pauls, Nagel, Albers, Franz)                                             | 3:46,210000 |

Datum: 17. August
Die Zeit der Siegerstaffel LG Bayer Leverkusen bedeutete neuen DLV-Rekord für Vereinsstaffeln.
nur 7 Staffeln am Start

### 3 × 800 m Staffel
| Platz | Verein, Besetzung                                                          | Zeit (min) |
| ----- | -------------------------------------------------------------------------- | ---------- |
| 1     | ASV Köln (Sabine Weiß, Vera Steiert, Brigitte Kraus)                       | 6:20,75    |
| 2     | Sport-Union Annen (Bettina Büngener, Simone Büngener, Switgard Malzbender) | 6:26,85    |
| 3     | LG Ostsaar (Karin Koch, Susanne Anlauf, Margit Weller)                     | 6:34,51    |
| 4     | LAV co op Dortmund I (Albers, Nagel, Brigitte Pauls)                       | 6:40,95    |
| 5     | LC Mengerskirchen (Regina Hartung, Sabine Hartung, Monika Schäfer)         | 6:43,07    |
| 6     | LG Gütersloh (Marie-Luise Ober, Henslee, Mathilde Heuing)                  | 6:43,26    |
| 7     | USC Mainz (Schmidt, Barbara Rehmet, Ellen Wessinghage, geb. Tittel)        | 6:45,94    |
| 8     | LAV co op Dortmund II (Klaes, Franz, Christina Mai)                        | 6:51,22    |

Datum: 13. September
fand in Ludwigshafen im Rahmen der Deutschen Jugendmeisterschaften statt

### 5 km Gehen
| Platz | Athletin, Verein                            | Zeit (h)   |
| ----- | ------------------------------------------- | ---------- |
| 1     | Monika Glöckler (Post Jahn Freiburg)        | 24:47,4 BR |
| 2     | Regine Broders (TSG Concordia Schönkirchen) | 25:29,2000 |
| 3     | Ingrid Adam (LAV Düsseldorf)                | 25:56,5000 |
| 4     | Brigitte Buck (FC Langenau)                 | 27:19,2000 |
| 5     | Astrid Schiller (SV Friedrichsgabe)         | 27:37,2000 |
| 6     | Judith Pfeifer (LG Bayer Leverkusen)        | 27:45,9000 |
| 7     | Olga Meyer (VfL Uetze)                      | 27:57,7000 |
| 8     | Gerda Anderer (Turnerbund Gaggenau)         | 28:02,9000 |

Datum: 21. September
fand in Achern-Önsbach statt
Monika Glöckler stellte mit ihrer Siegerzeit einen neuen DLV-Rekord auf.

### Hochsprung
| Platz | Athletin, Verein                      | Höhe (m) |
| ----- | ------------------------------------- | -------- |
| 1     | Ulrike Meyfarth (LG Bayer Leverkusen) | 1,90     |
| 2     | Marlis Wilken (LG Wilhelmshaven)      | 1,84     |
| 3     | Jasmin Fischer (LG Bayer Leverkusen)  | 1,84     |
| 4     | Ellen Mundinger (USC Mainz)           | 1,81     |
| 5     | Marita Gabriel (LG Wilhelmshaven)     | 1,81     |
| 5     | Petra Wziontek (ASV Köln)             | 1,81     |
| 7     | Marita Feller (LAV Düsseldorf)        | 1,81     |
| 8     | Hermine Rengstl (LG Regensburg)       | 1,76     |

Datum: 17. August

### Weitsprung
| Platz | Athletin, Verein                        | Weite (m) |
| ----- | --------------------------------------- | --------- |
| 1     | Sabine Everts (LAV Düsseldorf)          | 6,57      |
| 2     | Heike Schmidt (TV Voerde)               | 6,48      |
| 3     | Anke Weigt (LG Bayer Leverkusen)        | 6,44      |
| 4     | Christina Sussiek (LG Bayer Leverkusen) | 6,27      |
| 5     | Ulrike Paas (ASV Köln)                  | 6,12      |
| 6     | Anke Königer (TG Nürtingen)             | 6,11      |
| 7     | Heike Filsinger (TSV Speyer)            | 6,05      |
| 8     | Marlies Gutewort (OSC Berlin)           | 6,05      |

Datum: 16. August

### Kugelstoßen
| Platz | Athletin, Verein                    | Weite (m) |
| ----- | ----------------------------------- | --------- |
| 1     | Eva Wilms (LAC Quelle Fürth)        | 17,84     |
| 2     | Beatrix Philipp (LAC Quelle Fürth)  | 17,10     |
| 3     | Jutta Weide (LG Baden-Baden)        | 15,76     |
| 4     | Veronika Czorny (LG Frankfurt)      | 15,58     |
| 5     | Ute Rompf (TV 1885 Haiger)          | 15,39     |
| 6     | Gabriele Krause (LAV Hamburg Nord)  | 15,30     |
| 7     | Claudia Losch (LG Bayer Leverkusen) | 15,07     |
| 8     | Birgit Petsch (LG Bayer Leverkusen) | 14,80     |

Datum: 17. August

### Diskuswurf
| Platz | Athletin, Verein                      | Weite (m) |
| ----- | ------------------------------------- | --------- |
| 1     | Ingra Manecke (LAC Quelle Fürth)      | 58,00     |
| 2     | Eva Wilms (LAC Quelle Fürth)          | 56,86     |
| 3     | Barbara Beuge (OSC Berlin)            | 56,34     |
| 4     | Doris Gutewort (OSC Berlin)           | 56,28     |
| 5     | Dagmar Galler (LG Wilhelmshaven)      | 52,24     |
| 6     | Andrea Röddecke (LG Bayer Leverkusen) | 50,56     |
| 7     | Cornelia Sulek (LAC Quelle Fürth)     | 49,64     |
| 8     | Michaela Schulz (LG Bayer Leverkusen) | 47,94     |

Datum: 16. August

### Speerwurf
| Platz | Athletin, Verein                     | Weite (m) |
| ----- | ------------------------------------ | --------- |
| 1     | Ingrid Thyssen (LG Bayer Leverkusen) | 64,04     |
| 2     | Eva Helmschmidt (LG Kappelberg)      | 59,66     |
| 3     | Constanze Zahn (LG Bayer Leverkusen) | 55,08     |
| 4     | Heidi Repser (LG Frankfurt)          | 52,72     |
| 5     | Angela Wondratschek (VfB Stuttgart)  | 51,96     |
| 6     | Monika Fuchs (LG Eckental)           | 50,84     |
| 7     | Beate Peters (OSC Thier Dortmund)    | 50,50     |
| 8     | Gusti Höss (LG Neusäß-Augsburg)      | 49,58     |

Datum: 16. August

### Fünfkampf,1977er Wertung
| Platz | Athletin, Verein                         | P – offiz. Wert. | P – 81er Wert. |
| ----- | ---------------------------------------- | ---------------- | -------------- |
| 1     | Sabine Everts (LAV Düsseldorf)           | 4656             | 4712           |
| 2     | Ina Losch (LG Bayer Leverkusen)          | 4436             | 4428           |
| 3     | Monika Krolkiewicz (LG Süd Berlin)       | 4389             | 4324           |
| 4     | Ute Rompf (TV 1885 Haiger)               | 4139             | 4123           |
| 5     | Liesel Albert, geb. Krauhs (TV 1895 Elm) | 4101             | 4030           |
| 6     | Angelika Holder (VfL Kirchheim/Teck)     | 4040             | 3946           |
| 7     | Heidi Issing (TV Würzburg)               | 3963             | 3867           |
| 8     | Marlis Wilken (LG Wilhelmshaven)         | 3953             | 3997           |

Datum: 6./7. September
fand in Lage im Rahmen eines Länderkampfes gegen die Sowjetunion statt

### Fünfkampf,1977er Wertung– Mannschaftswertung
| Platz | Verein, Besetzung                                                     | Leistung (Pkte) |
| ----- | --------------------------------------------------------------------- | --------------- |
| 1     | LG Wilhelmshaven (Marita Gabriel, Marlis Wilken, Ruth Ballmann)       | 11.821          |
| 2     | USC Mainz (Birgit Dressel, K. Schmidt, Fehres)                        | 11.612          |
| 3     | LG Bayer Leverkusen (Ina Losch, Christiane Brinkmann, Christa Köhler) | 11.136          |
| 4     | LAV co op Dortmund (Uta Walter, Elke Walter, A. Umlauf)               | 11.056          |

Datum: 6./7. September
fand in Lage im Rahmen eines Länderkampfes gegen die Sowjetunion statt
nur 4 Teams in der Wertung

### CrosslaufMittelstrecke –3660 m
| Platz | Athletin, Verein                              | Zeit (min) |
| ----- | --------------------------------------------- | ---------- |
| 1     | Ellen Wessinghage, geb. Tittel (USC Mainz)    | 14:30,2    |
| 2     | Mathilde Heuing (LG Gütersloh)                | 14:39,1    |
| 3     | Elisabeth Schacht (ASV Köln)                  | 14:51,6    |
| 4     | Maria Mödl (MTV Ingolstadt)                   | 15:03,1    |
| 5     | Irene Pirang (LG Jägermeister Bonn-Troisdorf) | 15:05,2    |
| 6     | Susanne Gärtner (Hamburger SV)                | 15:22,1    |
| 7     | Eva-Maria Lehmann (SCC Berlin)                | 15:23,5    |
| 8     | Steffi Böker (Bielefelder TG)                 | 15:28,3    |

Datum: 23. Februar
fand in Mainz statt

### CrosslaufMittelstrecke –3660 m, Mannschaftswertung
| Platz | Verein, Besetzung                                                              | Platzziffer |
| ----- | ------------------------------------------------------------------------------ | ----------- |
| 1     | ASV Köln (Elisabeth Schacht, Sabine Weiß, Ursula Köther)                       | 27          |
| 2     | LG Jägermeister Bonn-Troisdorf (Irene Pirang, Elisabeth Schüler, Regina Dietz) | 34          |
| 3     | LG Gütersloh (Mathilde Heuing, Marie-Luise Ober, Ingrid Henseler)              | 42          |
| 4     | SCC Berlin (Eva-Maria Lehmann, Grett, Gabriele Zeschke)                        | 49          |
| 5     | USC Mainz (Ellen Wessinghage – geb. Tittel, Claudia Gabel, Schmidt)            | 63          |
| 6     | LAV Hamburg Nord (Jürgensen, Hansen, Dammann)                                  | 72          |

Datum: 23. Februar
fand in Mainz statt
nur 6 Mannschaften in der Wertung

### CrosslaufLangstrecke –6005 m
| Platz | Athletin, Verein                               | Zeit (min) |
| ----- | ---------------------------------------------- | ---------- |
| 1     | Ellen Wessinghage, geb. Tittel (USC Mainz)     | 24:13,4    |
| 2     | Angelika Stephan (LAC Quelle Fürth)            | 24:25,1    |
| 3     | Vera Kemper (LG Bayer Leverkusen)              | 24:30,3    |
| 4     | Charlotte Teske, geb. Bernhard (ASC Darmstadt) | 24:41,8    |
| 5     | Heidi Hutterer (TG Landshut)                   | 25:04,3    |
| 6     | Ines Maiwald (LG Kappelberg)                   | 25:21,2    |
| 7     | Gerlinde Püttmann (LAZ Hamm)                   | 25:50,8    |
| 8     | Barbara Will (ASC Darmstadt)                   | 25:58,1    |

Datum: 23. Februar
fand in Mainz statt

### CrosslaufLangstrecke –6005 m, Mannschaftswertung
| Platz | Verein, Besetzung                                                                    | Platzziffer |
| ----- | ------------------------------------------------------------------------------------ | ----------- |
| 1     | ASC Darmstadt (Charlotte Teske – geb. Bernhard, Barbara Will, Döge)                  | 27          |
| 2     | LAC Quelle Fürth (Angelika Stephan, Waltraud Fajeruzoff – geb. Simolka, Ute Gelhaar) | 53          |
| 3     | VfL Wolfsburg (Brigitte Jordan, Ursula Miehe, Renate Nowicki)                        | 61          |
| 4     | TuS Iserlohn (Neuhaus, Rita Musiol, Gersching)                                       | 72          |
| 5     | LSG Aalen (Christ, Pickert, Karin Reissner)                                          | 72          |
| 6     | USC Mainz (Ellen Wessinghage – geb. Tittel, Claudia Gabel, Ursula Habermann)         | 72          |
| 7     | LC Haßloch (H. Müller, Hemmer, Heidi Braun)                                          | 74          |
| 8     | LG DJK Düsseldorf/Neuss (Thurn, Wächter, Rintelen)                                   | 79          |

Datum: 23. Februar
fand in Mainz statt